# 後藤禎祐
後藤 禎祐（ごとう ていゆう、1953年 - ）は、日本のプロダクトデザイナー。
2009年に株式会社テイユウゴトウ（Teiyu Goto, Inc.）を設立、代表取締役社長を務める。京都市出身。

## 概要・来歴
1977年に金沢美術工芸大学産業美術学科（工業デザイン専攻）を卒業後、そのままソニー株式会社に入社。これまでに工業製品などのデザインをいくつも手がけており、内閣総理大臣賞やグッドデザイン賞などの受賞歴がある。
1994年〜2006年にかけては、ソニー・コンピュータエンタテインメント（SCE）が発売した家庭用ゲーム機「PlayStation」シリーズ（初代PS〜PS3までの据置型機）の本体および周辺機器（コントローラなど）のデザインを手がけている。また、ソニーのパソコンブランドとして1996年に「VAIO」のネーミングおよびロゴデザインを手がけ、さらに翌1997年には「VAIO Note 505」（PCG-505）の本体および周辺機器のデザインも手がけている。なお、VAIOの“VA”は正弦波（アナログ）を、“IO”は2進法の 1 と 0 （デジタル）を表現しており、「アナログとデジタルの融合」がコンセプトとなっている。
2009年、ソニーを退社後に独立し個人デザイン事務所「株式会社テイユウゴトウ」を設立、以降同社の代表取締役社長を務めている。

## これまでに手がけた主なデザイン
VAIOシリーズ関連

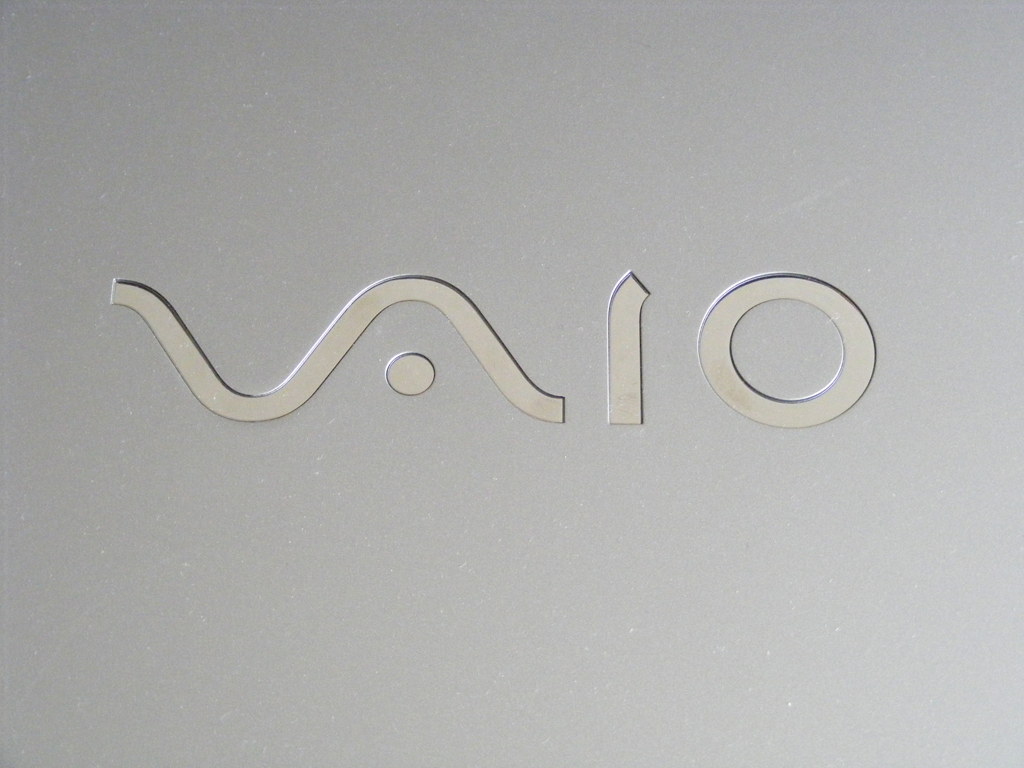
VAIOのロゴデザイン (1996)
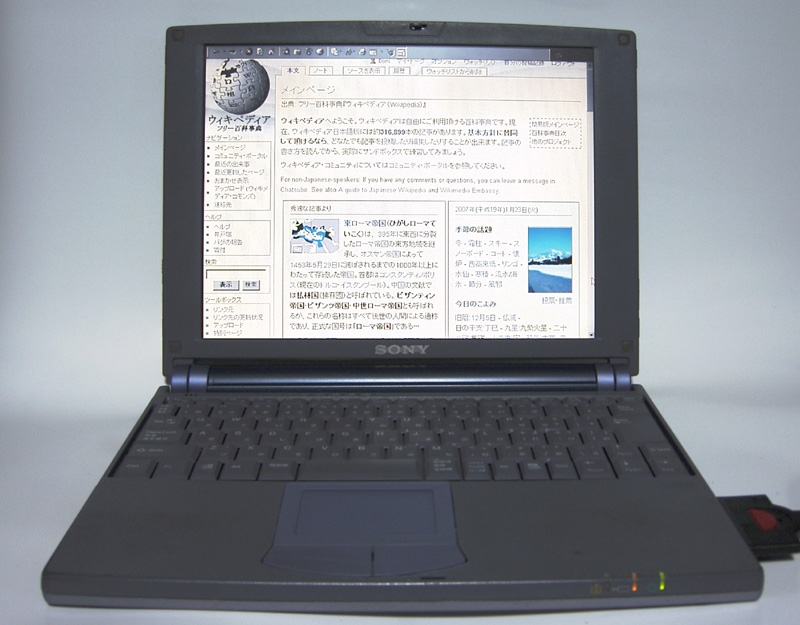
VAIO Note 505の本体および周辺機器のデザイン、画像は同氏が手がけた「Vaio 505GX」 (1998)

PlayStationシリーズ関連
ゲーム機本体だけでなく、コントローラなど周辺機器のデザインも手がけている。

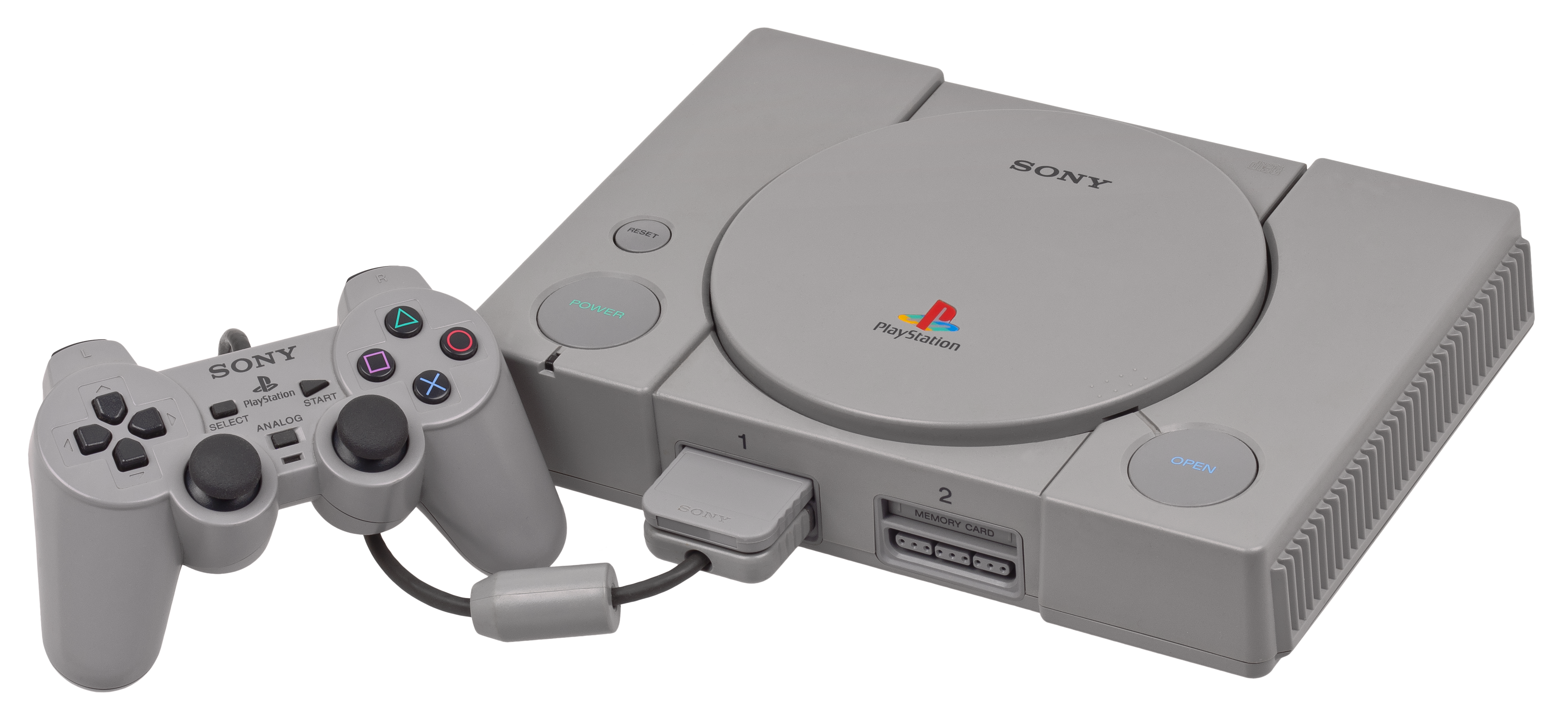
初代PlayStation (1994) のデザイン、コントローラには握ることが可能なグリップを採用している
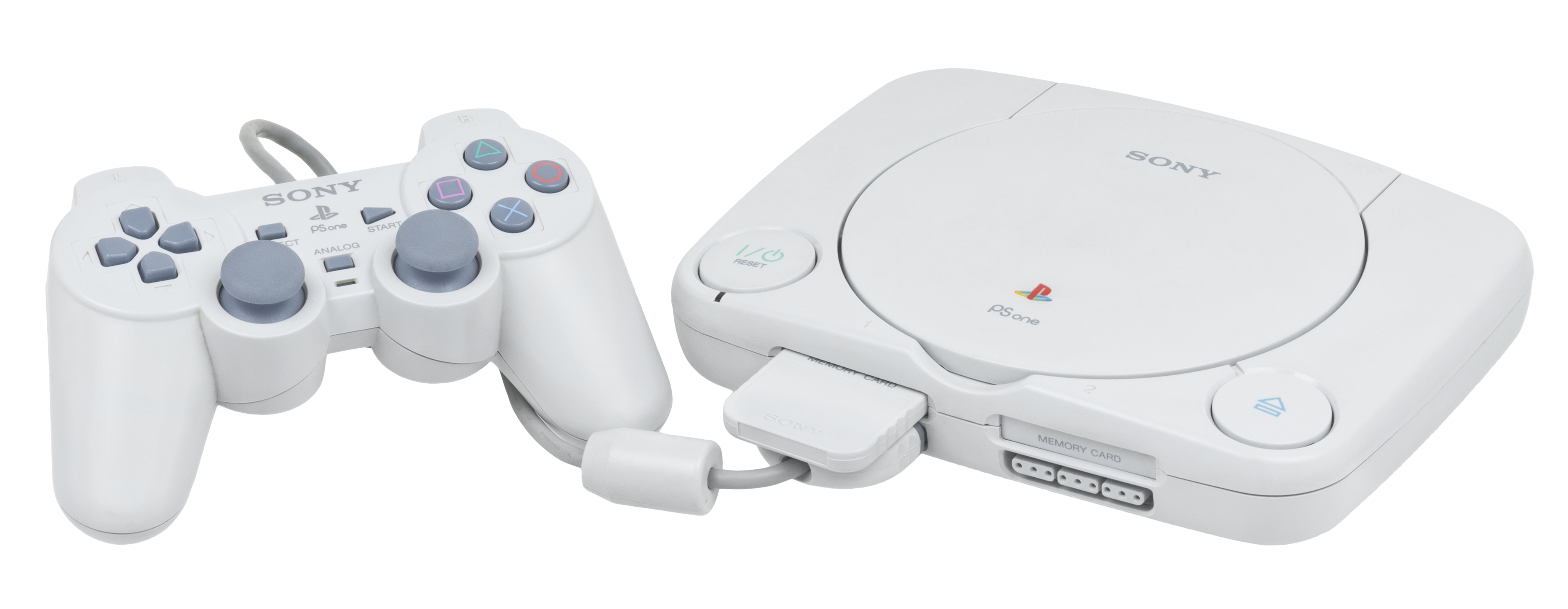
PS one (2000) のデザイン
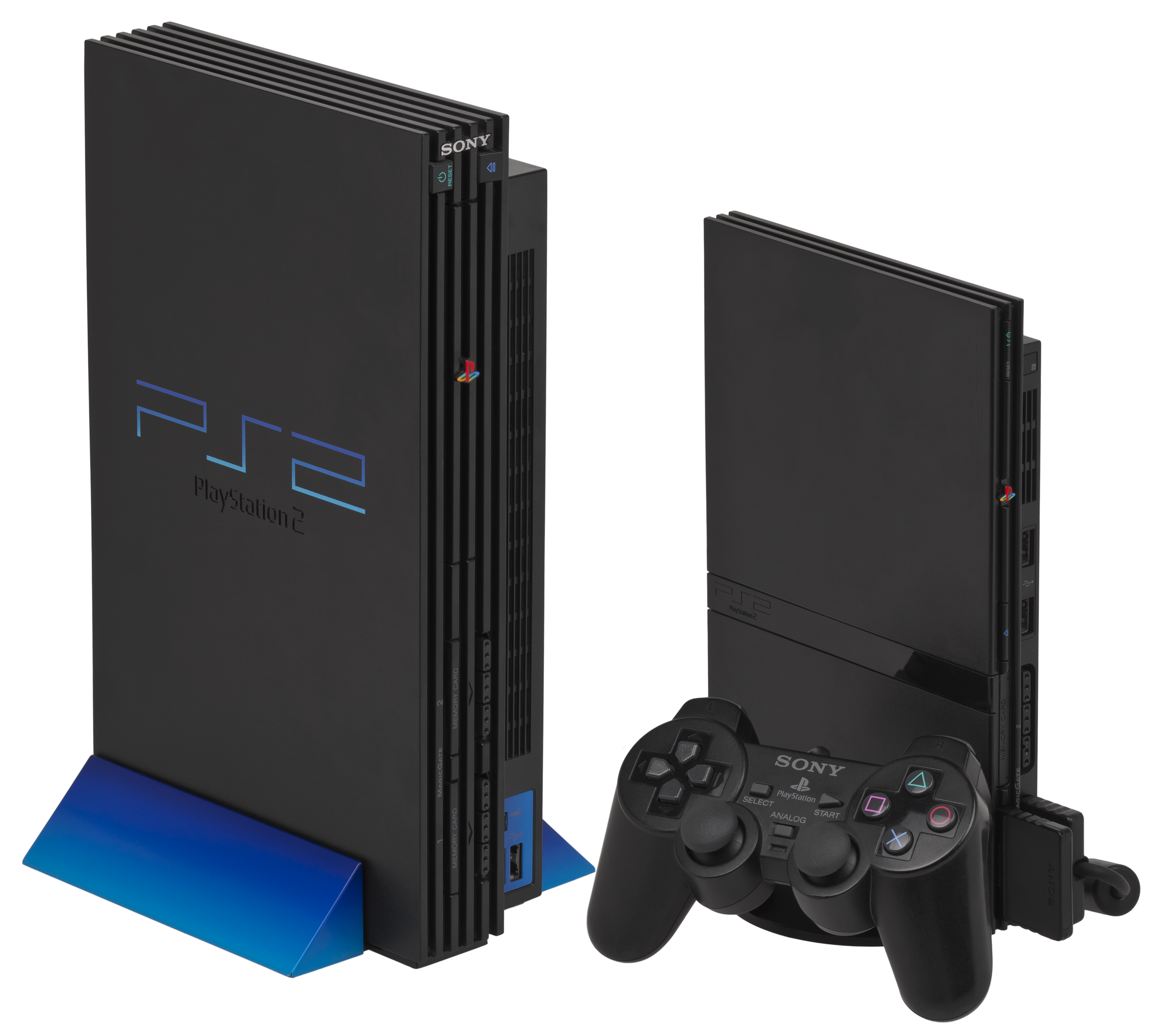
PlayStation 2 (2000) およびその薄型機 (2004) のデザイン
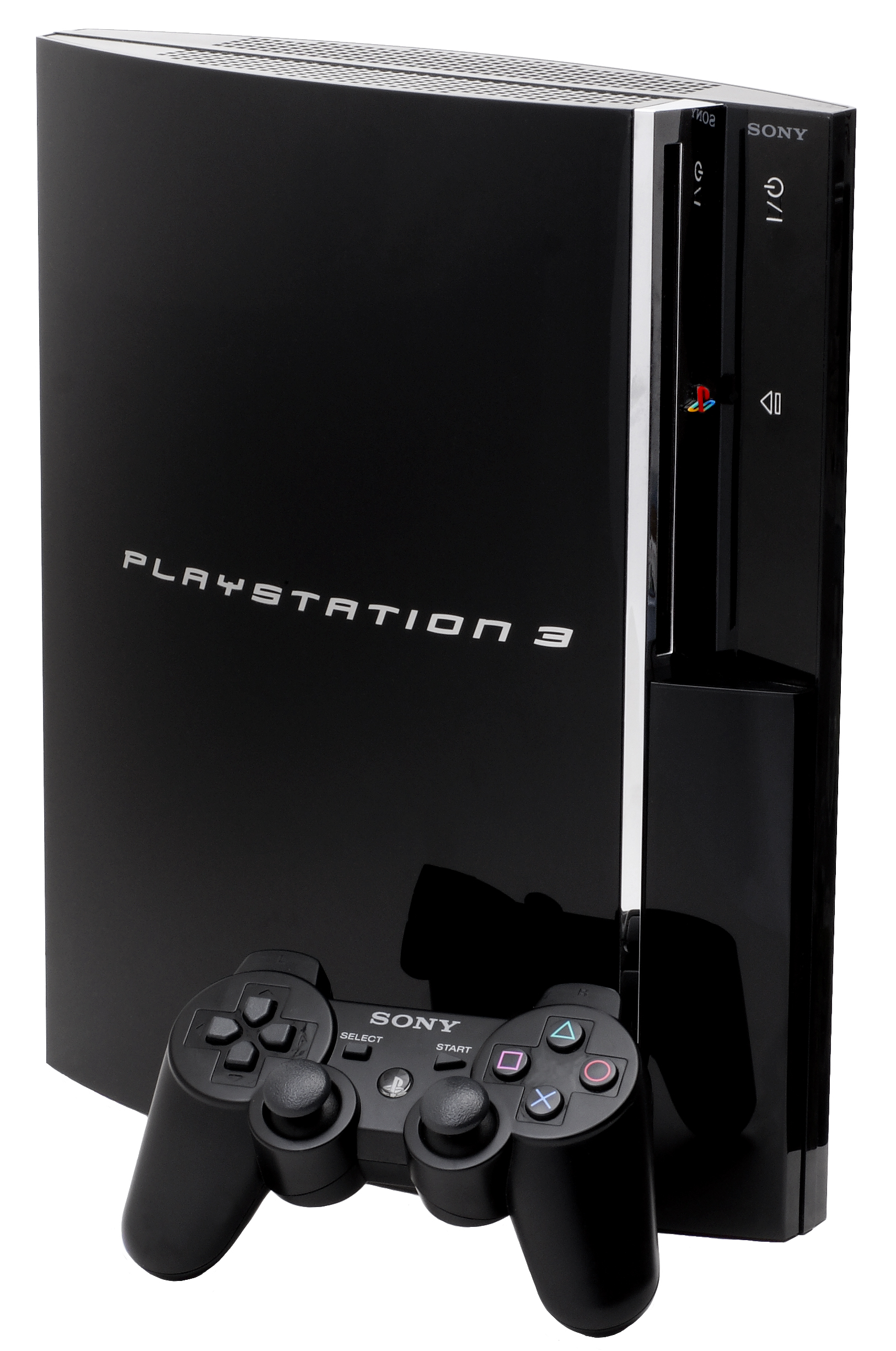
PlayStation 3 (2006) のデザイン ※薄型機（CECH-2000A以降）のデザインは曽我部卓による